# Diadegma areolator
Diadegma areolator är en stekelart som beskrevs av Aubert 1974. Diadegma areolator ingår i släktet Diadegma och familjen brokparasitsteklar. Inga underarter finns listade i Catalogue of Life.